# Signo (matemáticas)

Los signos más y menos se utilizan para mostrar el signo de un número entero, racional o real.

En matemáticas, la palabra signo se refiere a la propiedad de ser positivo o negativo. Todo los números enteros distintos de cero son positivos o negativos, y tienen por tanto un signo. Lo mismo ocurre para los números racionales o reales no nulos (para los números complejos, en cambio, no puede definirse un signo global, solo signos para las partes real e imaginaria, ya que no son un conjunto que admita un orden compatible con la multiplicación).
El signo de un número se representa con los signos de cruz griega y de guion largo, «+» y «−». La palabra «signo» también se utiliza para indicar los operadores en las operaciones matemáticas,  como el de la adición (+) que se lee "más" sustracción (− [no confundir con el guion corto {-}, que se usa para los números negativos]), que se lee "menos" ).

## Signo de un número
- Temperatura: a cero grados Celsius, 0 °C, el agua se congela; sin embargo, es posible enfriar aún más el hielo u otras sustancias, y dichas temperaturas son por tanto menores que 0 °C.
- Altitud: en geografía, la altitud de un punto se mide con respecto al nivel del mar. Algunas zonas deprimidas pueden estar por debajo del nivel del mar, y por tanto su altura es menor que cero metros, 0 m.

Los números menores que cero son números negativos y para representarlos se les añade el signo negativo, que es igual al signo de la sustracción:  «−».
| Un número negativo se representa como un número ordinario con un signo menos delante: −1, −3/4, −53,7, etc. |

Todos los números negativos son, pues, menores que cero: −2 < 0 , −7/2 < 0, etc. Los números mayores que cero, como 1, 7, 13/5, ..., son números positivos, y para distinguirlos de los negativos, cuando es necesario; se les añade el signo  «+» delante:
| Un número positivo se representa como un número ordinario con un signo más delante: +4, +7/11, +21,4, etc. |

Así que 5 y +5 representan el mismo número. Como los números positivos son mayores que cero se tiene que : 5 > 0;  9,4 > 0 ; 9,9=9,9.etc.

El signo de un número es por tanto una manera de hablar tanto del símbolo que lo precede, como de la propiedad que tenga ese número de ser mayor o menor que cero.
Es habitual también distinguir entre la propiedad de ser positivo y la propiedad de ser no negativo, y viceversa. Como su propio nombre indica, un número que es no negativo no es negativo, por lo que o es positivo o es el cero:
| - Un número no negativo es un número que o bien es positivo, o bien es cero. - Un número no positivo es un número que o bien es negativo, o bien es cero. |

Una manera de representar esto es mediante los símbolos «mayor o igual» y «menor o igual», ≥ y ≤. Los números no negativos son mayores o iguales a cero, ≥ 0; y los números no positivos son menores o iguales a cero, ≤ 0.

### Signo de cero
El cero, 0, no es un número positivo ni negativo, ya que no es mayor ni menor que sí mismo. Sin embargo, se puede representar con signo más o menos, +0 ó −0, indistintamente, ya que no causa ninguna ambigüedad en las operaciones aritméticas.
(En algunos contextos, el signo de cero puede ser relevante, de forma que +0 y −0 representen cosas distintas. Véase cero con signo.)

### Regla de signos
La regla de signos resume el comportamiento de dos signos contrarios por sí mismo. Cuando se pone en práctica la regla de los signos hay que tener conocimiento de lo principal, que es, si se combinan (que sería hacer cuentas de multiplicación o división) un signo negativo con uno positivo o un signo positivo con uno negativo, el resultado va a ser negativo porque se están combinando los signos, en cambio, si se combinan dos signos positivos o dos signos negativos, el resultado va a ser positivo. Para entender mejor acá están los ejemplos:
{\displaystyle (+)\cdot (+)=(+)}
{\displaystyle (-)\cdot (-)=(+)}
{\displaystyle (+)\cdot (-)=(-)}
{\displaystyle (-)\cdot (+)=(-)}

## Función signo

La función signo.

La función signo, sgn(x) es una función que sólo depende del signo del número sobre el que actúa. Esto significa que sgn(x) tiene un cierto valor para todos los números positivos, otro cierto valor para todos los números negativos, y otro para cero. Más concretamente, la función signo es:
| {\displaystyle {\text{sgn}}(x)=\left\{{\begin{array}{rcl}-1&{\text{si}}&x<0\\0&{\text{si}}&x=0\\1&{\text{si}}&x>0\end{array}}\right.} |

## Existencia de signo
El hecho de que pueda definirse el signo sobre un conjunto de números que forma un anillo requiere que pueda definirse una relación de orden total y conjunto de números positivos (o noción de positividad)
El signo puede definirse siempre que pueda definirse la noción de positividad o conjunto de números positivos P que satisface las siguientes condiciones:
1. Dados dos números a y b que pertenecen a P, entonces a + b pertenecen a P.
2. Dados dos números a y b que pertenecen a P, entonces a · b pertenecen a P.
3. Si {\displaystyle \scriptstyle c\in P} sólo una de las siguientes proposiciones es válida:

{\displaystyle c\in P,\qquad c=0,\qquad -c\in P}
donde {\displaystyle -c\,} designa el elemento opuesto respecto a la suma.
El hecho de que los números complejos no admitan un signo compatible con el definido para los números reales se refleja en que tanto la suposición de que {\displaystyle \scriptstyle i\ >\ 0} y {\displaystyle \scriptstyle i\ <\ 0} conducen a contradicción:
Si {\displaystyle \scriptstyle 0\ <\ i} eso implicaría que {\displaystyle \scriptstyle 0\ <\ i\cdot i\ =\ -1}
Si {\displaystyle \scriptstyle 0\ >\ i} entonces {\displaystyle \scriptstyle -i\ >\ 0} y eso implicaría que {\displaystyle \scriptstyle 0\ <\ (-i)\cdot (-i)\ =\ -1}
En los dos casos se obtiene una contradicción.
Para los cuerpos finitos tampoco se puede definir la noción de signo ya que al ser cíclicos respecto a la multiplicación existe un n tal que:
{\displaystyle \overbrace {a+\dots +a} ^{n}=-a}
Por la primera condición que define el conjunto de los positivos, si {\displaystyle \scriptstyle a>0} entonces el primer término debe ser positivo, pero por la tercera condición {\displaystyle \scriptstyle -a<0}, lo cual es una contradicción.